# Die Schlafende

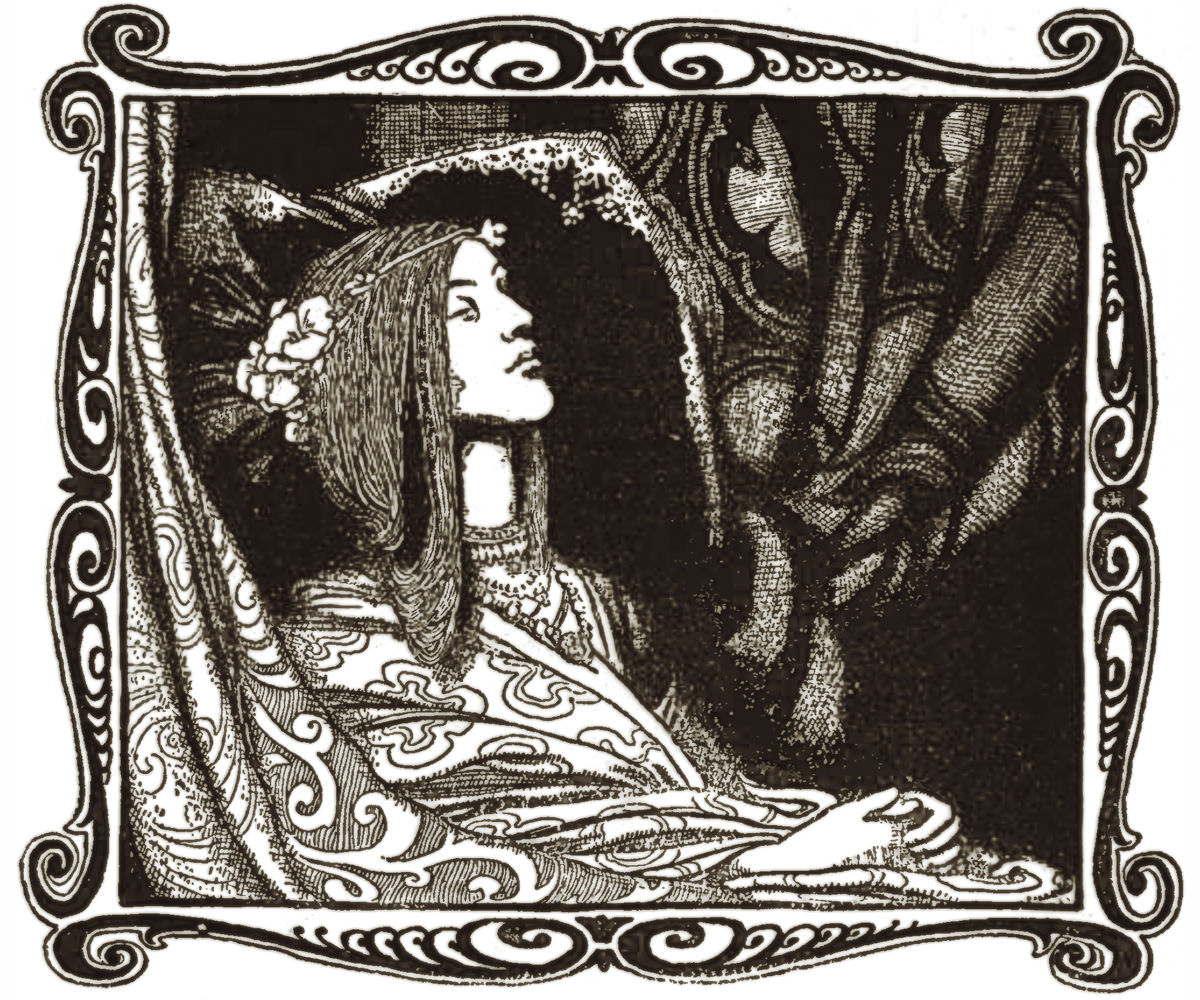
Illustration durch Hugh Noel, herausgegeben 1900

Die Schlafende (Originaltitel: The Sleeper) ist eine Ballade von Edgar Allan Poe. Eine frühe Fassung wurde 1831 unter dem Titel Irene veröffentlicht. Eine Überarbeitung erschien am 3. Mai 1845 im Broadway Journal, auf die sich auch der Artikel bezieht. Es ist ein Liebesgedicht an eine verstorbene Frau und wurde wahrscheinlich durch das Gedicht Cristabel (1797–1800) von Samuel Taylor Coleridge (1772–1834) inspiriert. Poe selbst betrachtete es bis zu seinem Tod als eines seiner besten Werke.

## Form und Inhalt
Das Gedicht besteht aus 4 Strophen à 17, 19, 8 und 16 (in Summa 60) Zeilen. Seine Form ist einerseits sehr klar und konsistent in Sachen Reim und Metrik, andererseits vage, bewegt und schwer fassbar in Sachen Atmosphäre und Perspektive.
In der ersten Strophe beschreibt das lyrische Ich eine Szenerie auf einem einsamen Berg um die Mitternachtsstunde. Der Dunst, eine Lilie, ein See und eine Ruine werden personifiziert als schlafend oder sich sehr bedacht bewegend beschrieben. Zwischen aller schlafender Schönheit ruht Irene.
In der zweiten Strophe wird die Dame vom lyrischen Ich zweimal gefragt, ob sie die Umgebung nicht auch befremdlich finde. Nach der ersten Befragung werden personifizierte, vor einem Fluche fliehende Lüfte und sich bewegende Schatten beschrieben. Nach der zweiten Befragung führt das lyrische Ich einen Monolog, in dem es sein Befremden über die Erscheinung der Dame in dieser Umgebung ausdrückt. Am Ende ist das lyrische Ich am meisten durch die Stille und das Ausbleiben einer Antwort auf seine Fragen befremdet. Diesen Monolog kann man als Wendepunkt der Ballade betrachten.
In der dritten Strophe zieht sich das lyrische Ich wieder in die Ich-Perspektive zurück. Es stellt fest, dass die Dame schläft und hofft, ihr Schlaf möge möglichst fest und behütet sein. Im Gegensatz zu den anderen Strophen hat sie als Einzige eine symmetrische Anlage, denselben aber ebenso diametral gegenüber steht die einzige metrische Alteration in der ganzen Ballade (3:39). Zum einen ist sich das lyrische Ich im Klaren über den Tod der Geliebten, zum anderen völlig ungewiss über die Angemessenheit seiner Hoffnungen bezüglich ihres Befindens.
Die vierte Strophe bricht mit der Atmosphäre. Das lyrische Ich erkennt erneut den Tod der Geliebten an, wünscht aber nun, die Würmer mögen über sie kriechen. Anstelle des Himmels sicheren Schlosses (3:39) soll ihr nun eine möglichst tiefe Gruft zum Grabmal gereichen, gegen deren Pforte sie in ihrer Kindheit einen nutzlosen Stein geworfen haben möge. Sie möge nie mehr ein Echo von sich geben. Es sei ganz schauerlich, sich vorzustellen, dass es die Toten waren, die in der Gruft anstelle des Steines raunten.

## Analytische Anmerkungen

### Perspektive und Haltung
Die Ballade erzählt das Geschehen und die Eindrücke durchgehend aus der Ich-Perspektive. Die Erzählhaltung ist dagegen äußerst schwer greifbar und unterliegt ständigem Wandel durch die gesamte Ballade. Während das lyrische Ich anfangs die Atmosphäre und den Tod seiner Geliebten romantisiert, und Vergleiche mit einem Zustand der Ruhe und des Schlafes anstellt, stellt sich doch schon bald eine ablehnende Haltung des Befremdens, der Stille und der Angst gegenüber der Situation ein: Was als ein Mitternachtsspaziergang begann, zeigt nun eine tiefe, verdrängte psychische Krise des lyrischen Ichs auf. Durch direkte Rede an sich selbst versucht es, diese und seinen Verstand zu kontrollieren. Am Ende steht das verzweifelte Flehen an entsprechende Instanzen und die überwältigende Furcht davor, dass die Liebste keine Ruhe gefunden haben könnte, und vor den Implikationen für das eigene Nachleben, die er direkt an den Leser richtet.

### Reim und Metrik
Reim und Metrik der Ballade sind sehr schlicht und klar gehalten. Das Schema ist mit dem ersten Reimpaar quasi für das ganze Werk vorgegeben. Es wird nur an einzelnen Stellen gebrochen und im Anschluss immer wieder aufgenommen. Die starre Ausgestaltung der beiden Parameter steht ganz im Gegensatz zu den emotionalen und atmosphärischen Bewegungen innerhalb des Stücks, was einen Effekt der Verfremdung konstituiert.

#### Reim
Die gesamte Ballade besteht aus überwiegend männlichen reinen Paarreimen, vereinzelt finden sich scheinbar zufällig Haufenreime aus 3 Versen. Die erste Strophe birgt einen Augenreim (1:17). Die dritte Strophe hat im Gegensatz zu den Anderen als Einzige eine Symmetrische Reimstruktur. (aaa bb ccc) Neben vokalen Reimen arbeitet das Gedicht auch sehr verstärkt mit Alliterationen.

#### Metrik
Die gesamte Ballade besteht aus jambischen Tetrametern mit nur einem Bruch bei 3:39 (katalektisch-pentametrischer Trochäus).

## Text
| Zeile | Text                                       | Füße | Versmaß | Reim | Figur                  | Übersetzung                                             |
| ----- | ------------------------------------------ | ---- | ------- | ---- | ---------------------- | ------------------------------------------------------- |
| 1:1   | At midnight, in the month of June,         | 4    | J       | A    | Stabreim (S)           | Um die Mitternachtsstunde einer Juninacht               |
| 1:2   | I stand beneath the mystic moon.           | 4    | J       | A    | S                      | Stehe ich unter dem mystischen Mond.                    |
| 1:3   | An opiate vapor, dewy, dim,                | 4    | J       | B    | S                      | Ein betörender Rauch, taufeucht und vage,               |
| 1:4   | Exhales from out her golden rim,           | 4    | J       | B    |                        | entsteigt ihrem goldenen Kranz.                         |
| 1:5   | And, softly dripping, drop by drop,        | 4    | J       | C    | S                      | Tröpfelt sachte Tropfen für Tropfen,                    |
| 1:6   | Upon the quiet mountain top,               | 4    | J       | C    |                        | Auf den stillen Berggipfel                              |
| 1:7   | Steals drowsily and musically              | 4    | J       | D    |                        | Und stiehlt sich schläfrig und mit Musik                |
| 1:8   | Into the universal valley.                 | 4    | J       | D    |                        | Hinein in das ewige Tal.                                |
| 1:9   | The rosemary nods upon the grave;          | 4    | J       | E    |                        | Die Rosmarinknospen auf dem Grab,                       |
| 1:10  | The lily lolls upon the wave;              | 4    | J       | E    | S                      | Die Lilie lümmelt sich auf der Welle;                   |
| 1:11  | Wrapping the fog about its breast,         | 4    | J       | F    |                        | Bettet sich mit Nebel um ihre Brust,                    |
| 1:12  | The ruin molders into rest;                | 4    | J       | F    |                        | Die Ruine vergeht in die Ruhe;                          |
| 1:13  | Looking like Lethe, see! the lake          | 4    | J       | G    | S                      | Schaut aus, wie Lethe und Sieh! Der See,                |
| 1:14  | A conscious slumber seems to take,         | 4    | J       | G    | S                      | Scheint ein bewusstes Nickerchen zu halten.             |
| 1:15  | And would not, for the world, awake.       | 4    | J       | G    | S                      | Würde um der Welten Preis nicht erwachen.               |
| 1:16  | All Beauty sleeps! – and lo! where lies    | 4    | J       | H    | S                      | Alle Schönheit ruht und Sieh! Wo liegt                  |
|       | (Her Casement opened to the skies –)       | 4    | J       | H    |                        | Ihre Höhle zum Himmel hin offen –                       |
| 1:17  | Irene, with her Destinies!                 | 4    | J       | (H)  |                        | auch Irene mit ihrem Schicksal                          |
| .     |                                            |      |         |      |                        |                                                         |
| 2:18  | O, lady bright! can it be right –          | 4    | J       | A    | Binnenreim, Apostrophe | Oh, strahlende Dame, kann es wahr sein –                |
| 2:19  | This window open to the night?             | 4    | J       | A    |                        | Dass dies Fenster zur Nacht hin offen steht?            |
| 2:20  | The wanton airs, from the tree-top,        | 4    | J       | B    | S                      | Die kühnen Lüfte dringen von den Baumkronen             |
| 2:21  | Laughingly through the lattice drop –      | 4    | J       | B    |                        | Kichernd durch die Gitter.                              |
| 2:22  | The bodiless airs, a wizard rout,          | 4    | J       | C    | Anapher                | Die körperlosen Lüfte, die vor einem Zauberer fliehen,  |
| 2:23  | Flit through thy chamber in and out,       | 4    | J       | C    |                        | Huschen durch deine Kammer herein und raus.             |
| 2:24  | And wave the curtain canopy                | 4    | J       | D    | S                      | Und wehen durch den Vorhang; das Himmelszelt            |
| 2:25  | So fitfully – so fearfully –               | 4    | J       | D    | S                      | So unbeständig – so voll Angst –                        |
| 2:26  | Above the closed and fringed lid           | 4    | J       | E    |                        | Über den geschlossenen und eingesäumten Deckel,         |
| 2:27  | 'Neath which thy slumb'ring soul lies hid, | 4    | J       | E    | S                      | Wo deine Seele schlummernd drunter versteckt liegt      |
| 2:28  | That, o'er the floor and down the wall,    | 4    | J       | F    |                        | Wo über den Boden und die Wand herab                    |
| 2:29  | Like ghosts the shadows rise and fall!     | 4    | J       | F    |                        | Die Geister wie Schatten sich erheben und fallen.       |
| 2:30  | Oh, lady dear, hast thou no fear?          | 4    | J       | G    | Apostrophe             | Oh, Lady holde, fürchtest du dich nicht?                |
| 2:31  | Why and what art thou dreaming here?       | 4    | J       | G    |                        | Was und weshalb träumst du hier?                        |
| 2:32  | Sure thou art come O'er far-off seas,      | 4    | J       | H    |                        | Sicher, du bist gekommen über weit entfernte Meere,     |
| 2:33  | A wonder to these garden trees!            | 4    | J       | H    |                        | Als Wunder dieser Gartenbäume.                          |
| 2:34  | Strange is thy pallor! strange thy dress,  | 4    | J       | I    | Anapher                | Befremdend ist deine Blässe, befremdend dein Kleid,     |
| 2:35  | Strange, above all, thy length of tress,   | 4    | J       | I    |                        | Befremdend über alles hinaus die Länge deiner Locken,   |
| 2:36  | And this all solemn silentness!            | 4    | J       | I    | S                      | Und all diese einsame Stille.                           |
| .     |                                            |      |         |      |                        |                                                         |
| 3:37  | The lady sleeps! Oh, may her sleep,        | 4    | J       | A    | Epipher                | Die Dame schläft! Ach, sei ihr Schlaf,                  |
| 3:38  | Which is enduring, so be deep!             | 4    | J       | A    |                        | Der andauert, darum auch tief!                          |
| 3:39  | Heaven have her in its sacred keep!        | 5    | T       | A    | S                      | Der Himmel halte sie in seinem sicheren Schloss!        |
| 3:40  | This chamber changed for one more holy,    | 4    | J       | B    | S                      | Diese Kammer getauscht für eine heiligere,              |
| 3:41  | This bed for one more melancholy,          | 4    | J       | B    | S                      | Dieses Bett für ein melancholischeres,                  |
| 3:42  | I pray to God that she may lie             | 4    | J       | C    |                        | So bete ich zu Gott, dass sie hier liege                |
| 3:43  | For ever with unopened eye,                | 4    | J       | C    |                        | Auf ewig mit ungeöffnetem Auge,                         |
| 3:44  | While the pale sheeted ghosts go by!       | 4    | J       | C    |                        | Und die bleich eingehüllten Geister mögen vorbeiziehen! |
| .     |                                            |      |         |      |                        |                                                         |
| 4:45  | My love, she sleeps! Oh, may her sleep     | 4    | J       | A    | Epipher                | Meine Liebste schläft! Ach, sei ihr Schlaf,             |
| 4:46  | As it is lasting, so be deep!              | 4    | J       | A    |                        | Weil er andauert, darum auch tief!                      |
| 4:47  | Soft may the worms about her creep!        | 4    | J       | A    |                        | Sacht mögen die Würmer über sie kriechen!               |
| 4:48  | Far in the forest, dim and old,            | 4    | J       | B    | S                      | Tief in den Wäldern trübe und alt,                      |
| 4:49  | For her may some tall vault unfold –       | 4    | J       | B    | Binnenreim             | Möge sich ihr eine tiefe Gruft entfalten –              |
| 4:50  | Some vault that oft has flung its black    | 4    | J       | C    | Anadiplose             | Eine Gruft, die oft geechot ihre schwarze,              |
| 4:51  | And winged panels fluttering back,         | 4    | J       | C    |                        | Beflügelte Tafeln, zurückflatternd,                     |
| 4:52  | Triumphant, o'er the crested palls,        | 4    | J       | D    |                        | Triumphierend über die schmückenden Leichentücher,      |
| 4:53  | Of her grand family funerals –             | 4    | J       | D    |                        | Ihrer ehrenwerten Familie Begräbnisse –                 |
| 4:54  | Some sepulchre, remote, alone,             | 4    | J       | E    |                        | Eine düstere, abgelegene und verlassene,                |
| 4:55  | Against whose portal she hath thrown,      | 4    | J       | E    |                        | Gegen deren Pforte sie geworfen                         |
| 4:56  | In childhood, many an idle stone –         | 4    | J       | E    |                        | In der Kindheit manch nutzlosen Stein.                  |
| 4:57  | Some tomb from out whose sounding door     | 4    | J       | F    |                        | Ein Grab aus deren widerhallender Pforte,               |
| 4:58  | She ne'er shall force an echo more,        | 4    | J       | F    |                        | Nie ein Echo von ihr hallen möge.                       |
| 4:59  | Thrilling to think, poor child of sin!     | 4    | J       | G    | S, Apostrophe          | Gruselnd, zu denken, armes, einsames Kind der Sünde!    |
| 4:60  | It was the dead who groaned within.        | 4    | J       | G    |                        | Dass es die Toten waren, die darin raunten!             |

## Trivia
“In the higher qualities of poetry, it is better than The Raven – but there is not one man in a million who could be brought to agree with me in this opinion.”

„Die höheren Qualitäten der Poesie erfüllt dieses Gedicht noch mehr als Der Rabe – Doch unter einer Million Menschen würde ich niemanden finden, der mir in diesem Punkt beipflichten würde.“

In der Dead Lovers' Sarabande des Frankfurter Musikprojekts Sopor Aeternus nimmt das Lied, das sich Poes Text bedient, eine zentrale Stellung ein.

## Bibliografie
- Charles F. Heartman, James R. Canny: A Bibliography of First Printings of the Writings of Edgar Allan Poe. The Book Farm, Hattiesburg MS 1943.
- W. B. Hunter: Poe’s ‘The Sleeper’ and Macbeth. In: American Literature, May 1949, 20, S. 55–57
- Kiehl, James: Valley of Unrest: A Major Metaphor in the Poetry of Edgar Allan Poe. Thoth, Winter 1964, 5, S. 42–52
- Thomas Ollive Mabbott: Poe’s 'The Sleeper' Again. In: American Literature, November 1949, 21, S. 339–340
- Thomas Ollive Mabbott (Hrsg.): Collected Works of Edgar Allan Poe. (Vol 1 Poems). The Belknap Press of Harvard University Press, Cambridge MA 1969.[2]